# Funneling
Funneling (z anglického slova funnel, v češtině trychtýř) je ve videoherní a internetové komunitě pojem, kterým se označuje strategie hráčů online videoher. Během strategie funnelingu nejsou síly spoluhráčů rozmístěny spravedlivě a mezi všechny hráče, ale veškeré herní prostředky (zkušenostní body, zlaťáky – popřípadě jiná herní měna, zabití a asistence) jsou vkládány do jednoho hráče, který je tzv. tahounem svého týmu. Během této strategie dochází k tomu, že tahoun (v angličtině nazývaný carry) získává masivní výhody nad nepřátelským týmem.
Z podstaty této strategie vyplývá pravidlo, že minimálně dva hráči týmu musí být v kontaktu a musí na této strategii spolupracovat. Funneling je díky své jednoduchosti a spolehlivosti často používaný v kombinaci s další, velice populární videoherní strategií – smurfingem.
Mezi nejslavnější případy hráčů, kteří využívají funneling, patří například Uzi, čínský hráč League of Legends.